# ニシワキタダシ
ニシワキタダシ（1976年 - ）は、日本のイラストレーター。

## 来歴
兵庫県尼崎市
出身。1997年に嵯峨美術短期大学を卒業。求人雑誌専属のイラストレーターを経て独立した。
2006年には、雑誌『イラストレーション』の誌上コンペ「The Choice」の第150回に入選した（審査員は湯村輝彦）。
「しりとりのカレンダー」（杉本カレンダー）を、毎年発表販売してきた。

## 作品

### 漫画
- あげたてコロばやしくん（毎日小学生新聞連載、2017年 - 2022年[6]）※3コマ漫画[7]
- グラグラがきた日（「FRaU SDGs MOOK 防災 まいにちの、防災手帖。」、2023年）
- 1コマ劇場（オレンジページ、2022年 - ）

### テレビCM
- 花王メリット「家族と愛とメリット」 - 「はじめて自転車に乗れた日」篇（2024年4月）[8][9]

### アパレル
- merlot「ノスタルジア」（2018年）[10]

### イラスト
- ひろゆき『頑張らずに楽しく生きる 人生が好転する100の言葉』（2022年、Gakken）[11]

## 著書
- 『ニシワキタダシの日々かるたブック』PIE International、2011年12月8日。ISBN 978-4-7562-4205-1。[12]
- 『かんさい絵ことば辞典』PIE International、2014年4月8日。ISBN 978-4-7562-4531-1。 ※ コラム：早川卓馬[13]
- 『えBOOK』大福書林、2015年9月11日。ISBN 978-4-908465-00-0。[14]
- 『かきくけおかきちゃん』大福書林、2018年5月18日。ISBN 978-4-908465-08-6。[15] ※ デザイン：中島基文[16]
- 『あげたてコロばやしくん 1』（毎日新聞出版、2019年4月24日）※ 新聞連載3コマ漫画の単行本（電子書籍）[17]
- 『にたことば絵辞典：くらべる・たのしい』PHPエディターズ・グループ、2019年10月。ISBN 978-4-569-84383-4。 ※ 監修：山口謠司